# 벨루노 공작
벨루노 공작(Duc de Bellune)은 나폴레옹 1세에 의해 1808년에 베네토 주에 위치한 벨루노(it)를 기반으로 하여 만들어진 작위이다.
본 작위는 아래와 같이 세습되었다.
1. 1808-1841 : 클로드 빅토르 페랭(1764-1841)
2. 1841-1853 : 빅토르 프랑소와 마리 페랭(1796-1853), 클로드의 아들
3. 1853-1907 : 나폴레옹 빅토르 프랑소와 페랭(1828-1907), 빅토르의 아들
4. 1907-1917 : 쥘 페랭(1870-1917), 나폴레옹의 아들이나 투르의 생 가티엥 성당(fr)의 의전사제였기에 작위를 칭하지 않았다.